# 응우옌푹미엔숭
응우옌푹미엔숭(베트남어: Nguyễn Phúc Miên Sủng / 阮福綿寵 완복면총, 1831년 4월 8일 ~ 1865년 3월 9일)은 베트남 응우옌 왕조의 황족이다. 민망 황제의 53번째 아들로, 생모는 첩여(婕妤) 응우옌티비엔(阮氏圓)이다.

## 생애
민망 12년 음력 2월 26일(1831년 4월 8일), 후에 황성에서 태어났다. 어릴 적에 학문을 좋아하였고, 예법을 삼가 지켰다.
민망 21년(1840년) 음력 4월, 수인군공(베트남어: Tuy Nhân Quận Công / 綏仁郡公)으로 봉해졌다.
티에우찌 2년(1842년), 수변군공(베트남어: Tuy Biên Quận Công / 綏邊郡公)으로 봉해졌다.
뜨득 18년 음력 7월 3일(1865년 7월 23일), 사망하니 향년 35세였다. 시호를 근목(謹穆)이라 하였고, 트어티엔부 흐엉투이현 끄찐총(居正總) 응우옛비에우사(月瓢社)에 장사지냈다. 푸방현 즈엉노총(楊弩總) 남포사(南浦社)에 사당을 세우고 제사를 지냈다.

## 자녀
아들 4명과 딸 2명을 두었다. 후예들은 풍(風) 자부(字部)를 하사받고 그에 따라 이름을 지었다.

### 아들
- 첫째 응우옌푹홍시에우(阮福洪䫿) - 기외후(畿外侯)를 습봉하였다.

#### 손자
- 응우옌푹응르엉(阮福膺𩗬) - 좌국경(佐國卿)을 습봉하였다.

## 참고 문헌
- 《완복족세보(阮福族世譜)》
- 《대남식록》정편(正編) 열전(列傳) 2집(二集) 권7(卷七)